# 樊金龙
樊金龙（1963年11月—），男，江苏太仓人，中华人民共和国政治人物。江苏省委党校在职研究生学历，工商管理硕士学位。中共十六大、十九大代表，第十一届、十二届全国人大代表。

## 生平
1981年7月，樊金龙毕业于江苏师范学院苏州地区专科班，同年8月参加工作。1983年12月加入中国共产党。历任共青团江苏省苏州市委副书记、书记、江苏省委副书记、书记，中共无锡市委副书记，淮安市委副书记、代市长、市长，江苏省人民政府秘书长等职。2008年起担任全国人大代表。
2011年10月，48岁的樊金龙当选中共江苏省委常委，11月起接替李云峰，兼任省委秘书长。2018年1月31日，樊金龙当选江苏省人民政府常务副省长。2019年11月15日因江苏响水天嘉宜化工厂爆炸事故遭到党内警告处分。2021年11月，不再担任中共江苏省委常委。
2022年1月，当选江苏省人大常委会副主任。